# Działyń (gromada w powiecie golubsko-dobrzyńskim)
Działyń – dawna gromada, czyli najmniejsza jednostka podziału terytorialnego Polskiej Rzeczypospolitej Ludowej w latach 1954–1972.
Gromady, z gromadzkimi radami narodowymi (GRN) jako organami władzy najniższego stopnia na wsi, funkcjonowały od reformy reorganizującej administrację wiejską przeprowadzonej jesienią 1954 do momentu ich zniesienia z dniem 1 stycznia 1973, tym samym wypierając organizację gminną w latach 1954–1972.
Gromadę Działyń z siedzibą GRN w Działyniu utworzono – jako jedną z 8759 gromad na obszarze Polski – w powiecie lipnowskim w woj. bydgoskim, na mocy uchwały nr 24/8 WRN w Bydgoszczy z dnia 5 października 1954. W skład jednostki weszły obszary dotychczasowych gromad Działyń, Działyń Nowy i Rembiocha ze zniesionej gminy Mazowsze w tymże powiecie. Dla gromady ustalono 20 członków gromadzkiej rady narodowej.
1 stycznia 1956 gromadę włączono do nowo utworzonego powiatu golubsko-dobrzyńskiego w tymże województwie.
31 grudnia 1961 do gromady Działyń włączono wieś Sitno z gromady Nowogród w tymże powiecie.
1 stycznia 1969 do gromady Działyń włączono sołectwo Wielgie o ogólnej powierzchni 719,35 ha z gromady Zbójno w tymże powiecie.
1 stycznia 1972 gromadę Działyń połączono z gromadą Zbójno, tworząc z ich obszarów gromadę Zbójno z siedzibą Gromadzkiej Rady Narodowej w Zbójnie w tymże powiecie (de facto gromadę Działyń zniesiono, włączając jej obszar do gromady Zbójno).